# Chardonneret jaune
Spinus tristis
Espèce
Statut de conservation UICN

 LC  : Préoccupation mineure
Le Chardonneret jaune (Spinus tristis, anciennement Carduelis tristis), appelé aussi « canari sauvage » ou Tarin triste, est une espèce présente en Amérique du Nord ainsi qu'aux Bahamas et dans les Îles Turks-et-Caïcos. Il appartient à la famille des pinsons. Oiseau migrateur, il est présent du sud du Canada à la Caroline du Nord pendant la saison de reproduction et de la frontière canadienne au Mexique pendant l'hiver. Il a pour caractéristique de muer complètement et de présenter un dimorphisme sexuel : le mâle arbore un plumage jaune vif pendant l'été et vert olive pendant l'hiver, alors que la femelle a un plumage jaune brunâtre terne qui devient plus éclatant en été. Les plumes du mâle deviennent plus colorées pendant la saison des amours afin d'attirer les femelles.
Le Chardonneret jaune est granivore, régime auquel il est bien adapté grâce à un bec de forme conique et à des pattes agiles qui lui permettent de saisir les tiges dont il a besoin pour s'alimenter. Il s'agit d'un oiseau social qui se déplace en groupe lorsqu'il migre et se nourrit. Il défend un territoire pendant qu'il construit son nid. Il se reproduit à partir de la fin du mois de juillet, ce qui est relativement tard pour un pinson. Il est généralement monogame et a une seule nichée chaque année.
Le Chardonneret jaune vit au contact de l'homme, dans les banlieues des villes, attirés par la nourriture mise à sa disposition qui accroît le taux de survie de l'animal. La déforestation laisse des prairies ouvertes qui constituent l'habitat privilégié de l'oiseau.
Un autre oiseau, le Sicale des savanes, est parfois appelé Chardonneret jaune mais il appartient à une famille différente, bien que proche, celle des Thraupidae.

## Description

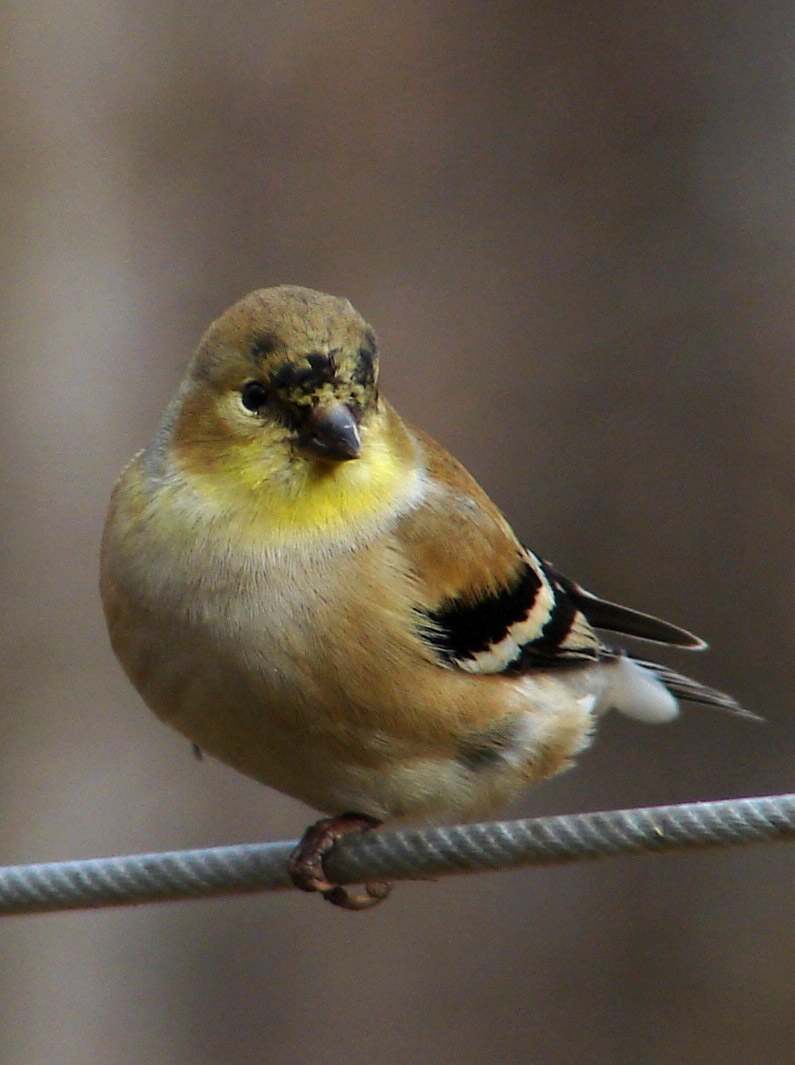
Chardonneret mâle avec son plumage d'hiver

Le Chardonneret jaune est un petit pinson de 11 à 13 cm de longueur et d'une envergure de 19 à 22 cm. Il pèse entre 11 et 20 grammes. Son bec est petit, conique et rose la plus grande partie de l'année, mais il devient orange avec la mue du printemps pour les deux sexes. La forme et la taille du bec correspondent à sa capacité d'extraire les graines des chardons, des tournesols et d'autres plantes qui composent son régime alimentaire.
Le Chardonneret jaune connaît deux phases de mue, l'une au printemps et l'autre en automne. Le dimorphisme sexuel qui affecte la couleur du plumage est particulièrement visible après la mue du printemps, lorsque le mâle se couvre de plumes aux couleurs vives pour attirer les femelles. Il s'agit du seul pinson qui mue complètement, les autres oiseaux changeant la couleur de leurs plumes de façon progressive par la chute de celles-ci. Il perd toutes ses plumes à chaque mue sauf celles des ailes et de la queue qui ont une couleur vert olive pour les femelles et noire pour les mâles. Les marques de ces endroits restent identiques avec de larges bandes blanches sur les ailes et des plumes blanches sur les bords de la courte queue.
Lorsqu'il a achevé sa mue de printemps, le mâle arbore un plumage jaune citron vif, une couleur qui vient des pigments de caroténoïde des plantes qu'il ingère. Son capuchon est noir et son postérieur, visible pendant le vol, est blanc. La femelle est d'un jaune tirant sur le vert olive. Après la mue d'automne, les plumes d'un jaune vif deviennent ternes. L'oiseau prend une couleur chamois sur le ventre et brun-olive sur le dessus, avec une tête jaune pâle. Le plumage d'automne est quasiment le même pour les deux sexes, la seule différence tenant aux marques jaune sur les épaules du mâle. Dans certaines régions, les Chardonnerets jaunes perdent toute trace de jaune en hiver et possèdent des tons gris bronze avec des nuances olive seulement perceptibles vu de près.
Le jeune Chardonneret jaune n'a pas la même couleur que les adultes durant son premier automne et son premier hiver. Il est d'un brun terne sur l'arrière et d'un jaune pâle sur le dessous. Les épaules et la queue sont noires avec des marques chamois et non blanches sur les ailes et l'arrière. Ces couleurs sont les mêmes pour les deux sexes.
Le Chardonneret jaune émet une série de gazouillis mélodieux qui commence généralement par une note longue : en vol, cela donne « tsii-tsi-tsi-tsit ». Pendant que la femelle couve les œufs, elle appelle le mâle avec un « titititit ». Avant qu'il quitte le nid, le jeune émet un cri caractéristique (« chiki » ou « chikoui »). Les adultes poussent deux types de cris pour défendre leur nichée : l'un est destiné à appeler les autres chardonnerets pour distraire un éventuel prédateur, l'autre à calmer les oisillons et les prévenir d'un danger.

### Variations du plumage
Le Chardonneret jaune présente un dimorphisme sexuel et saisonnier. Quand il arbore son plumage nuptial, le mâle présente un corps jaune intense avec une calotte noire caractéristique et la femelle, beaucoup plus terne, passe souvent inaperçue. En plumage d’hiver, le mâle ressemble à la femelle mais la différence entre les plumages d’été et d’hiver est la plus prononcée des carduélinés et elle résulte d’une mue printanière, unique dans cette sous-famille.
Il a été montré que les femelles sélectionnent, de préférence, les mâles au plumage le plus jaune, et donc le plus riche en caroténoïdes, tandis que l’étendue et l’intensité du noir de la couronne n’ont pas d’effet sur le choix des femelles. Comme ces pigments sont obtenus seulement dans l’alimentation, il s’ensuit une sélection naturelle ne retenant que les mâles les plus habiles à se procurer de la nourriture. Il a également été montré expérimentalement qu’en période de mue printanière, la restriction en pigments caroténoïdes chez le mâle se traduit par une coloration du plumage jaune moins intense. L'étude des variations de la coloration du plumage en et hors période de reproduction dans les deux sexes a montré qu’en dehors de la nidification, le mâle perd une partie des pigments jaunes et noirs mais pas la totalité, de sorte que ces restes de pigmentation jouent encore un rôle de signal social ou sexuel même au sein d’importants groupes non reproducteurs.

## Écologie et comportement

### Comportement

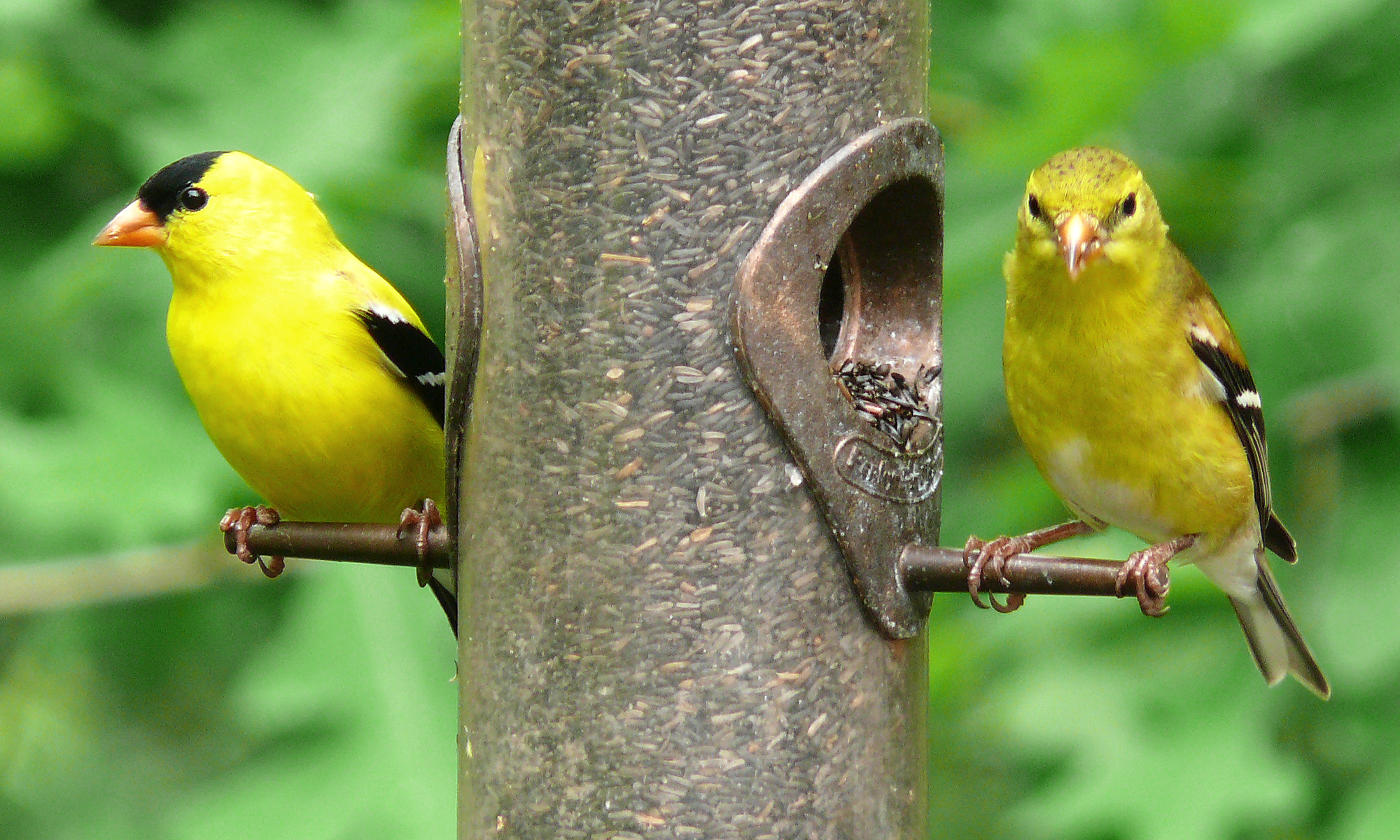
Mâle (à gauche) et femelle (à droite) autour d'une mangeoire

Le Chardonneret jaune est un oiseau grégaire en dehors de la saison de reproduction, où il forme souvent de grands troupeaux, généralement avec d'autres pinsons. Les troupeaux volent en formant des sortes de vagues. Pendant la saison de reproduction, il vit en colonies lâches. Lorsque le nid est construit, le mâle va agir de manière agressive envers les autres mâles qui empièteront sur son territoire pour les chasser, et la femelle réagira de même envers les autres femelles. Cette agressivité disparaîtra une fois que les œufs auront été pondus.
Le Chardonneret jaune n'est pas agressif envers les prédateurs situés sur son territoire, sa seule réaction étant de donner l'alarme. Ses principaux prédateurs sont les serpents, les belettes, les écureuils, et les Geais bleus, qui peuvent détruire les œufs ou tuer des jeunes, les faucons et les chats, qui constituent une menace à la fois pour les jeunes et les adultes.

### Alimentation

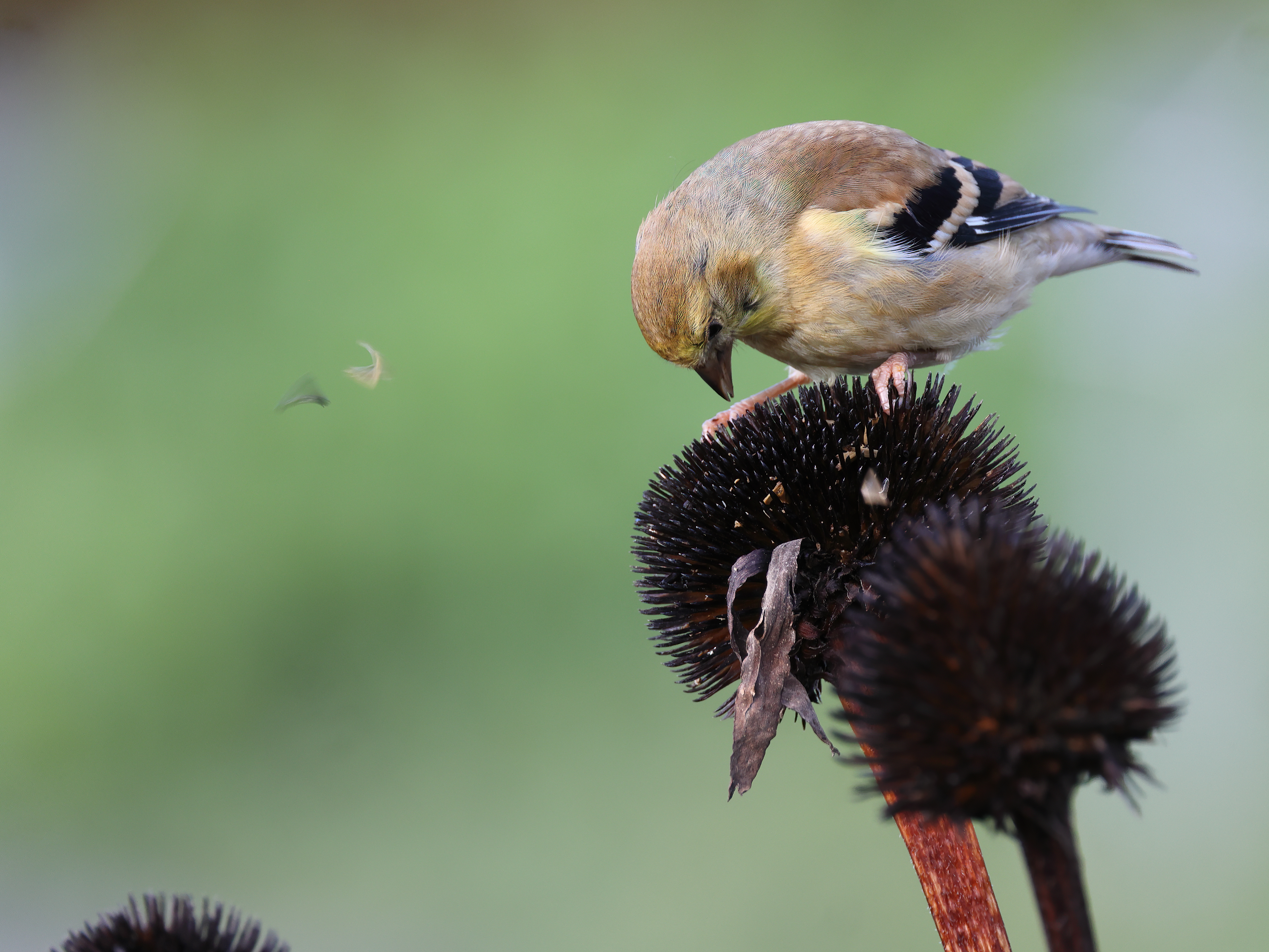
Un Chardonneret se nourrissant des graines d'un échinacée pourpre.

Le Chardonneret jaune se nourrit le jour. Il est surtout granivore, mais peut attraper de temps en temps des insectes, qui servent également à nourrir les jeunes pour leur fournir des protéines. Son régime alimentaire se compose des graines d'une grande variété de plantes annuelles, souvent celles de graminées adventices et d'arbres mais aussi d'autres plantes comme les chardons, les cardères, les pissenlits, les ambroisies, les molènes, les cosmos, les salsifis et les tournesols. Toutefois, il consomme également des bourgeons, la sève des érables et des baies. Il va aussi s'alimenter aux mangeoires fournies par les humains, en particulier pendant les mois d'hiver, affectionnant particulièrement les graines de Niger.
Contrairement à certaines espèces de pinsons, le Chardonneret jaune se sert de ses pattes pour se nourrir. Il s'en sert souvent pour bloquer les chatons pendant qu'il attrape les graines facilement avec son bec. Ainsi, au printemps, le Chardonneret jaune se nourrit des chatons qui pendent des bouleaux et des aulnes en tirant vers le haut avec son bec tout en utilisant ses pattes pour immobiliser le chaton contre la branche. Cette dextérité lui permet de profiter de sources de nourriture relativement inaccessibles aux concurrents potentiels, ce qui augmente ses chances de survie.

### Reproduction
Le Chardonneret jaune commence sa saison de reproduction plus tard que les autres pinsons. Cela peut être lié au fait que les graines qui fournissent la plus grande partie de leur alimentation ne sont abondantes qu'à la fin de l'été.
La parade nuptiale du Chardonneret jaune se compose de manœuvres aériennes et de chants du mâle qui commence à la fin juillet. La parade aérienne commence avec la poursuite de la femelle par le mâle, la femelle volant en zigzag pour l'éviter. Le mâle est capable de montrer ses qualités et sa bonne santé, tant à court terme (la condition physique actuelle) qu'à long terme (les gènes), par son aspect (couleur du bec et du plumage). Si une femelle accepte le mâle comme partenaire, le mâle volera en larges cercles, sans cesser de gazouiller pendant tout le vol.
Une fois qu'un mâle a trouvé une compagne, il se choisit un territoire, dont il marque les limites en volant de branche en branche tout en gazouillant. Après en avoir fait ainsi le tour, il effectue deux tours en vol, le premier dans un vol lent, à l'horizontale, le second très animé, repliant ses ailes près du corps, pour plonger vers le sol avant de remonter en déployant ses ailes et en faisant une série de boucles. Deux ou trois couples peuvent regrouper leurs territoires dans une colonie lâche, peut-être pour s'aider contre les prédateurs.

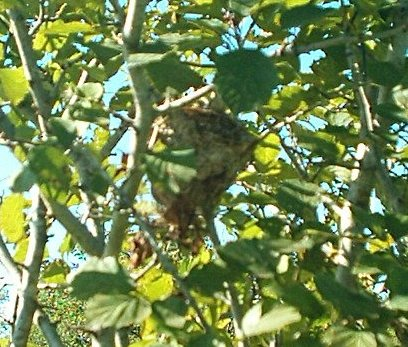
Nid de Chardonneret jaune

Le nid est construit en fin d'été par la femelle dans les branches d'un arbuste ou d'un arbre à feuilles caduques à une hauteur allant jusqu'à 10 mètres. La construction du nid dure environ six jours, période pendant laquelle la femelle travaille par tranches de 10 à 40 minutes. Le mâle vole souvent en compagnie de la femelle lorsqu'elle recherche des matériaux de nidification et même si le mâle peut transporter certains matériaux vers le nid, il laisse sa construction à la femelle. L'enveloppe extérieure du nid est faite d'écorces, d'herbes et de lianes. Le diamètre intérieur du nid fini est d'environ 6,5 centimètres. La base est renforcée par des écorces reliées par des toiles d'araignée et des soies de chenilles, alors que les bords sont faits de tiges d'asclépiade, de chardons ou de roseaux. Le fond du nid est si serré qu'il peut retenir de l'eau et il est possible que les oisillons se noient après une violente averse si les parents ne couvrent pas le nid,.
La femelle pond de quatre à six œufs bleus-blancs, d'environ 16 × 12 millimètres, soit environ la taille d'une cacahuète. On pense que les œufs sont pondus au cours de la nuit. La femelle est la seule à couver les œufs mais le mâle lui apporte la nourriture pendant qu'elle niche et la plupart des couples n'ont qu'une seule couvée par an.
Les oisillons éclosent 12 à 14 jours après le début de l'incubation. Comme chez tous les passereaux, les oisillons sont nidicoles. Ils naissent nus, avec un corps rougeâtre, gris pâle vers le bas, et les yeux fermés. La mère nourrit ses petits de graines et d'insectes régurgités. Les nouveau-nés se développent rapidement, ouvrant leurs yeux au bout de trois jours et possédant leur plumage juvénile brun-olive après 11 à 15 jours, date à laquelle ils commencent à pratiquer des vols courts autour du nid. Pendant les trois semaines qui suivent le départ du nid, ils sont encore nourris par le mâle, qui les repère par leur appel particulier. Les poussins arrêtent cet appel quand ils deviennent totalement indépendants.
Les Chardonnerets jaunes sont parfois victimes de parasites, en particulier le Vacher à tête brune. Une étude a révélé que 9 % des nids contiennent des œufs de vacher à tête brune. Ce sont de mauvais hôtes pour leurs parasites, les études montrant un faible taux d'éclosion des œufs de vacher à tête brune et aucun envol possible d'oisillon. Ceci n'est pas dû au fait que le chardonneret jaune a su adapter son comportement contre les parasites de son couvain mais on pense que l'impossibilité pour les oisillons de vacher à tête brune de survivre est due à l'impossibilité d'obtenir assez de nourriture. Le régime alimentaire riche en graines des oisillons de Chardonneret jaune est différent du régime habituel riche en insectes des hôtes.

## Répartition et habitat

Répartition du Chardonneret jaune
zone de nidification
résident permanent
non nicheur

Le Chardonneret jaune préfère habiter les zones dégagées où poussent des herbes folles telles que les champs, les prairies, les plaines inondables ainsi que les bordures de routes, les vergers et les jardins. On peut également le trouver dans les forêts ripariennes et de feuillus ainsi que dans les zones de repousse. Cette préférence pour ce type d'habitat persiste pendant les migrations du printemps et de l'automne.
Son aire de reproduction estivale s'étend à travers toute l'Amérique du Nord, d'un océan à l'autre. Il est limité au nord par la Saskatchewan et s'étend vers le sud jusqu'en Caroline du Nord sur la côte est et le nord de la Californie sur la côte ouest. Le chardonneret jaune migre sur de courtes distances vers le sud en raison des baisses de température entrainant une réduction des ressources alimentaires. La migration se fait en groupes compacts, volant de façon désordonnée, ondulatoire.
Son aire d'hivernage comprend le sud du Canada et s'étend vers le sud jusque dans certaines régions du Mexique. En hiver, dans la partie nord de son aire, il peut se rapprocher des mangeoires s'il y en a de disponibles. Dans les territoires du Sud, en hiver, ils restent dans des types d'habitats similaires aux champs et plaines inondables où ils vivent pendant les mois d'été.
On a essayé vainement de l'introduire aux Bermudes au xixe siècle et à Tahiti en 1938.

## Taxonomie
Le Chardonneret jaune est l'une des nombreuses espèces décrites par le naturaliste suédois Carl von Linné dans ouvrage Systema Naturae. Il fut d'abord rangé dans le genre Spinus, un groupe auxquels appartiennent les chardonnerets du Nouveau Monde. Mais en 1976, le genre Spinus fut classé comme sous-genre du groupe Carduelis.
L'étude phylogénique de Zuccon et al. (2012), montre que le genre Carduelis est polyphylétique. Vingt de ses espèces sont alors déplacées dans le genre Spinus, dont le chardonnet jaune. Ses parents les plus proches sont le Chardonneret mineur (S. psaltria) et le Chardonneret gris (S. lawrencei).
Le nom de l'espèce, tristis, veut dire « triste » en latin'.

### Sous-espèces
On distingue quatre sous-espèces du Chardonneret jaune :
- S. t. tristis est la sous-espèce la plus commune. On la trouve du sud du Canada au Colorado et à l'est des Caroline en été. En hiver, elle vit du sud du Canada à la Floride et au centre du Mexique[30] ;
- S. t. pallida se distingue des autres sous-espèces par une teinte plus pâle, ses taches blanches plus visibles et par le plus grand capuchon noir des mâles. Elle est plus grande que C. t. tristis. Son habitat estival s'étend de la Colombie-Britannique à l'ouest de l'Ontario, jusqu'au Colorado au sud et à l'Oregon à l'ouest. En hiver, on la trouve du sud du Canada au nord de la Californie et jusqu'au Mexique au sud[30] ;
- S. t. jewetti est plus petite et plus foncée que les autres sous-espèces. Elle apparaît sur le versant occidental de la chaîne des Cascades, de la Colombie-Britannique au nord à la Californie au sud.It occurs on the coastal slope of the Cascade Mountains from southern British Columbia to central California, chevauchant l'aire de répartition de C. t. pallida[30].
- S. t. salicamans est présente à l'ouest de la Sierra Nevada pendant l'été et du sud de la Californie aux déserts des Mojaves et du Colorado en hiver. Le plumage des deux sexes est plus brun que les autres sous-espèces en hiver et, pendant l'été, le capuchon noir du mâle est plus petit[30].

## Relation avec l'Homme
Le Chardonneret jaune vit dans les zones résidentielles dans tout son domaine de répartition. Des ornithologues amateurs les attirent en utilisant des mangeoires contenant des graines de chardon ou en plantant des végétaux comme des zinnias, des cosmos, des monardes ou des Echinops, qui produisent des graines appréciées par les chardonnerets. Bien qu'une certaine controverse entoure ce mode de fourniture de nourriture à des oiseaux, il semble généralement être bénéfique pour cette espèce.
Le Chardonneret jaune n'est pas menacé par l'activité humaine et est abondant sur tout son domaine de répartition,. Le défrichement des forêts par l'homme, néfaste pour de nombreuses espèces, a bénéficié au Chardonneret jaune. La destruction des forêts a provoqué une baisse du nombre d'oiseaux migrateurs néotropicaux et favorisé les oiseaux sédentaires ou migrants sur de courtes distances. C'est un avantage pour le Chardonneret jaune à la fois parce que c'est un oiseau migrant sur de courtes distances et parce que les zones dégagées où poussent les mauvaises herbes qui produisent la principale source de nourriture du Chardonneret jaune sont l'environnement préféré de l'oiseau.
Le Chardonneret jaune est aussi l'oiseau d'état de l'Iowa, du New Jersey et de l'État de Washington.